# Emmelia marmoralis
Emmelia marmoralis is een vlinder uit de familie van de uilen (Noctuidae). De wetenschappelijke naam van deze soort is voor het eerst voorgesteld als Phalaena marmoralis door Johann Christian Fabricius in een publicatie uit 1794.

## Verspreiding
De soort komt voor in Oman, India, Sri Lanka, Nepal, Cambodja, Vietnam, Thailand, Java, Taiwan, Zuid-China, Japan (Riukiu-eilanden, Ishigaki).

## Waardplanten
De rups leeft op Sida alnifolia, Sida rhombifolia, Gossypium sp. (Malvaceae).